# Жаброногие
Жаброно́гие или Бранхиоподы (лат. Branchiopoda) — класс подтипа ракообразные, довольно древние животные, обитающие как в пресных, так и в солёных водоёмах. Около 1500 видов. В ископаемом состоянии известны со среднего/верхнего кембрия. 
Название «Branchiopoda» не путать с «Brachiopoda» (типом Плеченогие).

## Описание
Все конечности жаброногих, будучи более или менее одинаковыми, выполняют сразу несколько функций. Жаброногие плавают, двигая в едином ритме всеми ножками, а многочисленные реснички отфильтровывают из воды частицы пищи. Когда жаброногие отталкиваются всеми лапками назад, пища с потоком воды попадает на липкий слой на передних лапках, которые и направляют её в рот. Те же конечности действуют как жабры, поглощая кислород из воды сквозь тонкую кутикулу.
Некоторые виды хорошо изучены, например артемия Artemia salina (обитающие в гипергалинных водоемах), дафнии, и используются в качестве корма в аквариумистике или как объект изучения.

## Классификация
На февраль 2019 года в классе выделяют следующие подклассы и отряды:
- Подкласс Calmanostraca Tasch, 1969
  - Отряд Notostraca Sars, 1867 — Щитни
- Подкласс Diplostraca Gerstaecker, 1866
  - Отряд Laevicaudata Linder, 1945
  - Отряд Spinicaudata Linder, 1945
  - Инфракласс Cladoceromorpha Ax, 1999
    - Отряд Cyclestherida G. O. Sars, 1899
    - Надотряд Cladocera Latreille, 1829 — Ветвистоусые
      - Отряд Anomopoda G. O. Sars, 1865
      - Отряд Ctenopoda G. O. Sars, 1865
      - Отряд Haplopoda G. O. Sars, 1865
      - Отряд Onychopoda G. O. Sars, 1865
- Подкласс Sarsostraca Tasch, 1969
  - Отряд Anostraca Sars, 1867 — Жаброноги

Ранее выделяемый подкласс листоногих (Phyllopoda Preuss, 1951) признан избыточным.